# Liste der Geotope im Main-Tauber-Kreis

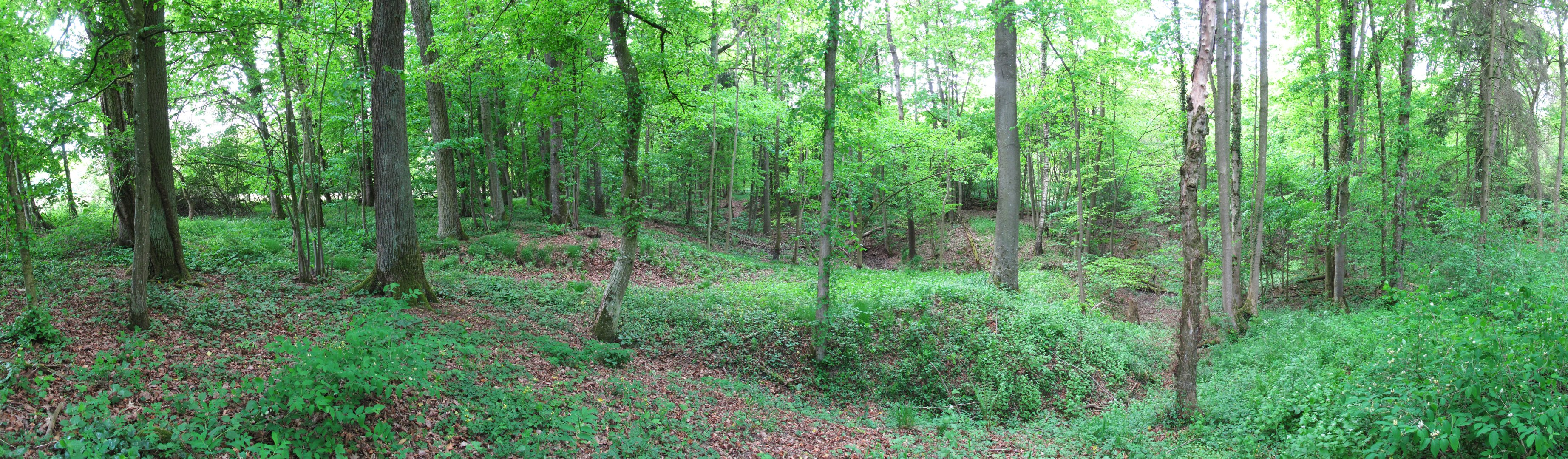
Die Oberrimbacher Erdfälle waren das erste Naturschutzgebiet mit geologischen Merkmalen unter den geschützten Geotopen im Main-Tauber-Kreis; bei den anderen geschützten Objekten handelt es sich meist um Naturdenkmale; daneben werden weitere Objekte als schutzwürdig vorgeschlagen

Diese sortierbare Liste der Geotope im Main-Tauber-Kreis enthält die Geotope des baden-württembergischen Main-Tauber-Kreises, die amtlichen Bezeichnungen für Namen und Nummern sowie deren geographische Lage. Die Geotope sind im Geotop-Kataster Baden-Württemberg dokumentiert und umfassen Aufschlüsse von Gesteinen, Böden, Mineralien und Fossilien sowie besondere Landschaftsteile.

## Liste

### Geologische Gliederung
Die Landschaft des am nördlichen Ende des Regierungsbezirks Stuttgart gelegenen Landkreises baut sich entsprechend ihrer Nordwestlage in der Südwestdeutschen Schichtstufenlandschaft aus Gesteinen des Buntsandsteins, des Muschelkalks und des Unteren Keuper auf. Flächenhaft überwiegt der Muschelkalk. Über die erdgeschichtliche Einstufung und Gliederung der Geotope im Main-Tauber-Kreis nach geologischen Merkmalen sowie nach erdgeschichtlichen Formationen gibt die folgende Tabelle Auskunft (Stand: 2002, mit damals 53 Geotopen):
| geologische Merkmale Erdgeschichtliche Formation | a) Wichtige Schichtfolge | b) Fossilfundpunkt | c) Bes. Gesteinstyp / Minerale | d) Bes. Sedimentgefüge | e) Erscheinungsformen vulk. Gesteine | f) Tektonische Deformation | g) Karsterscheinungen | h) Geomorphologische Struktur und Form | Gesamtzahl |
| ------------------------------------------------ | ------------------------ | ------------------ | ------------------------------ | ---------------------- | ------------------------------------ | -------------------------- | --------------------- | -------------------------------------- | ---------- |
| QUARTÄR                                          | 0-                       | 0-                 | 01                             | 0-                     | 0-                                   | 0-                         | 0-                    | 01                                     | 02         |
| QUARTÄR                                          | 0-                       | 0-                 | 01                             | 0-                     | 0-                                   | 0-                         | 0-                    | 0-                                     | 01         |
| TERTIÄR                                          | 0-                       | 0-                 | 0-                             | 0-                     | 0-                                   | 0-                         | 0-                    | 0-                                     | 0-         |
| TERTIÄR                                          | 0-                       | 0-                 | 0-                             | 0-                     | 0-                                   | 0-                         | 0-                    | 0-                                     | 0-         |
| JURA weißer                                      | 0-                       | 0-                 | 0-                             | 0-                     | 0-                                   | 0-                         | 0-                    | 0-                                     | 0-         |
| JURA weißer                                      | 0-                       | 0-                 | 0-                             | 0-                     | 0-                                   | 0-                         | 0-                    | 0-                                     | 0-         |
| JURA brauner                                     | 0-                       | 0-                 | 0-                             | 0-                     | 0-                                   | 0-                         | 0-                    | 0-                                     | 0-         |
| JURA brauner                                     | 0-                       | 0-                 | 0-                             | 0-                     | 0-                                   | 0-                         | 0-                    | 0-                                     | 0-         |
| JURA schwarzer                                   | 0-                       | 0-                 | 0-                             | 0-                     | 0-                                   | 0-                         | 0-                    | 0-                                     | 0-         |
| JURA schwarzer                                   | 0-                       | 0-                 | 0-                             | 0-                     | 0-                                   | 0-                         | 0-                    | 0-                                     | 0-         |
| TRIAS Keuper                                     | 03                       | 0-                 | 0-                             | 0-                     | 0-                                   | 0-                         | 01                    | 0-                                     | 04         |
| TRIAS Keuper                                     | 03                       | 0-                 | 0-                             | 0-                     | 0-                                   | 0-                         | 0-                    | 0-                                     | 03         |
| TRIAS Muschelkalk                                | 12                       | 0-                 | 01                             | 0-                     | 0-                                   | 04                         | 12                    | 0-                                     | 29         |
| TRIAS Muschelkalk                                | 09                       | 0-                 | 01                             | 0-                     | 0-                                   | 04                         | 12                    | 0-                                     | 26         |
| TRIAS Buntsandstein                              | 10                       | 0-                 | 02                             | 03                     | 0-                                   | 0-                         | 0-                    | 03                                     | 18         |
| TRIAS Buntsandstein                              | 05                       | 0-                 | 01                             | 0-                     | 0-                                   | 0-                         | 0-                    | 02                                     | 08         |
| Gesamtzahl                                       | 25                       | 0-                 | 04                             | 03                     | 0-                                   | 04                         | 14                    | 04                                     | 53         |
| Gesamtzahl                                       | 17                       | 0-                 | 03                             | 0-                     | 0-                                   | 04                         | 12                    | 02                                     | 38         |

### Geschützte und schutzwürdige Geotope
Im Main-Tauber-Kreis sind derzeit 62 Geotope offiziell vom Landesamt für Geologie, Rohstoffe und Bergbau (LGRB) als geschützte oder schutzwürdige Geotope ausgewiesen. Darunter befinden sich zahlreiche flächenhafte Naturdenkmale und drei Naturschutzgebiete mit geologischen Merkmalen. Daneben werden aktuell über 20 „neue“ Geotope als schutzwürdig vorgeschlagen, um die bereits unter Schutz stehenden Objekte auf 62 Geotope zu ergänzen (Stand: 20. Juni 2020):
| Steckbrief-Nr. (PDF) | Name / auch: Alternativname                                                                                                   | Geotoptyp                  | Gemeinde/Stadt, Gemarkung Ort                                                                               | Koordinaten                     | Bild             | Bemerkungen |
| -------------------- | --- | -------------------------- | --- | ------------------------------- | ---------------- | --- |
| 2453                 | Zwei Dolinen SW Berolzheim/ 2 Dolinen im Gewann Mühling SE von Hirschlanden                                                   | Doline                     | Ahorn Gemarkung Berolzheim                                                                                  | 49° 27′ 59,8″ N, 9° 30′ 57,2″ O |                  | Geologische Einheit: Oberer Muschelkalk Status: geschütztes Geotop (flächenhaftes Naturdenkmal 2 Dolinen im Walddistrikt 17/1 Mühlich) |
| 2454                 | Aufgelassener Steinbruch WNW Buch/ Aufg. Steinbruch im Bergleswald SSE von Schwarzenbrunn                                     | Aufschluss                 | Ahorn Gemarkung Buch am Ahorn Wohnplatz Waschgrube, Weiler Schwarzenbrunn                                   | 49° 32′ 38,6″ N, 9° 31′ 57,8″ O |                  | Geologische Einheit: Status: geschütztes Geotop (flächenhaftes Naturdenkmal Weisser Stubensandsteinbruch Gewann Waschgrube) |
| 2455                 | Doline NNW Assamstadt/ Doline N von Assamstadt                                                                                | Doline                     | Assamstadt Gemarkung Assamstadt                                                                             | 49° 26′ 39,8″ N, 9° 40′ 45″ O   | (weitere Bilder) | Geologische Einheit: Status: geschütztes Geotop (flächenhaftes Naturdenkmal Doline (langgestr.,vermutl.eingebr.unterird.W-Lauf) im Gewann Stöckig Abt. I/2) |
| 2456                 | Aufgelassener Steinbruch E Dainbach                                                                                           | Aufschluss                 | Bad Mergentheim Gemarkung Dainbach                                                                          | 49° 29′ 45″ N, 9° 43′ 29,1″ O   | (weitere Bilder) | Geologische Einheit: Status: geschütztes Geotop (flächenhaftes Naturdenkmal Aufschluss (Ehem. Steinbruch östl. Dainbach) im Gewann „Untere Steig“) |
| 2457                 | Böschung NW Edelfingen/ Böschung im Gewann Ringelster SSW von Unterbalbach, NW von Edelfingen                                 | Aufschluss                 | Bad Mergentheim Gemarkung Edelfingen                                                                        | 49° 31′ 10,6″ N, 9° 43′ 58,8″ O |                  | Geologische Einheit: Status: geschütztes Geotop (siehe das Naturschutzgebiet Ringelstaler-Weinhalde bei Edelfingen) |
| 2458                 | Böschung N Markelsheim/ Weinbergsböschung N von Markelsheim                                                                   | Aufschluss                 | Bad Mergentheim Gemarkung Markelsheim                                                                       | 49° 28′ 46,9″ N, 9° 50′ 3,2″ O  | (weitere Bilder) | Geologische Einheit: Status: geschütztes Geotop (flächenhaftes Naturdenkmal Muschelkalkaufschluß nördl. Markelsheim Ried) |
| 2459                 | Zwei Dolinen E Assamstadt/ Zwei Dolinen (Dolinenfeld) E von Assamstadt                                                        | Doline                     | Bad Mergentheim Gemarkung Rengershausen                                                                     | 49° 25′ 30,2″ N, 9° 43′ 10,7″ O | (weitere Bilder) | Geologische Einheit: Status: geschütztes Geotop (flächenhaftes Naturdenkmal 2 Dolinen (nebeneinanderliegend) im Gewann „Stegwiese Abt. VII/13“) |
| 2460                 | Doline E Assamstadt | Doline                     | Bad Mergentheim Gemarkung Rengershausen                                                                     | 49° 25′ 33,3″ N, 9° 43′ 26,1″ O | (weitere Bilder) | Geologische Einheit: Status: geschütztes Geotop (flächenhaftes Naturdenkmal 1 Doline mit mäanderndem Zuflussgraben im Gewann „Stegwiese Abt. VII/13“) |
| 2461                 | Drei Dolinen NE Assamstadt/ Drei Dolinen (Dolinenfeld) im Stuppacher Wald NE von Assamstadt                                   | Doline                     | Bad Mergentheim Gemarkung Stuppach                                                                          | 49° 26′ 20,3″ N, 9° 43′ 12,1″ O |                  | Geologische Einheit: Status: geschütztes Geotop (flächenhaftes Naturdenkmal 2 Dolinen mit Einlauf, 1 kleine Doline im Gewann „Stuppacher Wald Abt. VII/2“) |
| 2462                 | Dolinenkette SW Uiffingen/ Dolinenkette am Kailberg NNW von Angeltürn                                                         | Doline                     | Boxberg Gemarkung Uiffingen                                                                                 | 49° 29′ 48,5″ N, 9° 35′ 18″ O   |                  | Geologische Einheit: Status: geschütztes Geotop (flächenhaftes Naturdenkmal Dolinen (mit Jungwald) Kailberg) |
| 2463                 | Aufgelassener Steinbruch NE Erdbach/ Aufg. Steinbruch ENE von Erdbach                                                         | Aufschluss                 | Creglingen Gemarkung Freudenbach Weiler Erdbach                                                             | 49° 28′ 49,1″ N, 10° 4′ 3,4″ O  | (weitere Bilder) | Geologische Einheit: Status: geschütztes Geotop (flächenhaftes Naturdenkmal Steinbruch Aub) |
| 2464                 | Dolinenteich N Streichental/ Dolinenteich (Hülbe) im Gewann Birken N von Streichental                                         | Doline                     | Creglingen Gemarkung Niederrimbach (sowie Nähe zum Wohnplatz Streichental der Stadt Niederstetten)          | 49° 26′ 7,5″ N, 10° 0′ 27,5″ O  | (weitere Bilder) | Geologische Einheit: Status: geschütztes Geotop (flächenhaftes Naturdenkmal Doline, wassergefüllt u. von Weiden umsäumt Vorderer Wasen) |
| 2465                 | Oberrimbacher Erdfälle/ Erdfallfeld N der Straße Walkersfelden-Spielbach WNW von Spielbach                                    | Dolinen                    | Creglingen und Niederstetten Gemarkungen Oberrimbach und Wildentierbach                                     | 49° 23′ 41,4″ N, 10° 3′ 6,4″ O  | (weitere Bilder) | Geologische Einheit: Status: mit geschützt (Naturschutzgebiet Oberrimbacher Erdfälle) |
| 2466                 | Hoher Stein W Boxtal/ Hangböschung und Felsgruppen W von Boxtal                                                               | Aufschluss                 | Freudenberg Gemarkung Boxtal                                                                                | 49° 45′ 49″ N, 9° 23′ 18,5″ O   |                  | Geologische Einheit: Status: geschütztes Geotop (flächenhaftes Naturdenkmal Hoher Stein Stadter Wald I/1) |
| 2467                 | Hoher Felsen S Freudenberg/ Hangböschung mit Felsgruppen Hoher Felsen S von Freudenberg                                       | Aufschluss                 | Freudenberg Gemarkung Freudenberg                                                                           | 49° 44′ 10,1″ N, 9° 19′ 3,3″ O  |                  | Geologische Einheit: Status: geschütztes Geotop (flächenhaftes Naturdenkmal Hoher Felsen Großer Wald) |
| 2468                 | Aufgelassener Steinbruch E Fechenbach/ Aufg. Steinbruch am südl. Mainufer ESE von Fechenbach                                  | Aufschluss                 | Freudenberg Gemarkung Freudenberg                                                                           | 49° 46′ 4,1″ N, 9° 20′ 57,8″ O  |                  | Geologische Einheit: Status: geschützt (Naturschutzgebiet Vogelschutzgebiet beim Tremhof) |
| 2469                 | Aufgelassener Steinbruch NW Rauenberg/ Aufg. Steinbruch im Gewann Hoffeld NW von Rauenberg                                    | Aufschluss                 | Freudenberg Gemarkung Rauenberg                                                                             | 49° 44′ 52,7″ N, 9° 22′ 29,1″ O |                  | Geologische Einheit: Status: geschütztes Geotop (flächenhafte Naturdenkmale Steinbruch Äußeres Hoffeld und Erweiterung ND 6/5 F Äußeres Hoffeld) |
| 2470                 | Aufgelassener Steinbruch N Rauenberg/ Aufg. Steinbruch NNE von Rauenberg                                                      | Aufschluss                 | Freudenberg Gemarkung Rauenberg                                                                             | 49° 44′ 52,7″ N, 9° 23′ 14,6″ O |                  | Geologische Einheit: Status: geschütztes Geotop (flächenhaftes Naturdenkmal Steinbruch Jörglisäcker) |
| 2471                 | Zwei Dolinen NE Großrinderfeld/ Zwei Dolinen im Gewann Sinkloch NE von Großrinderfeld                                         | Doline                     | Großrinderfeld Gemarkung Großrinderfeld                                                                     | 49° 40′ 54,9″ N, 9° 45′ 57,3″ O |                  | Geologische Einheit: Status: geschütztes Geotop (flächenhaftes Naturdenkmal Dolinen Sinkloch) |
| 2472                 | Böschung in Grünsfeld/ Böschung unterhalb der Stadtmauer von Grünsfeld                                                        | Aufschluss                 | Grünsfeld Gemarkung Grünsfeld                                                                               | 49° 36′ 27,8″ N, 9° 44′ 49″ O   | (weitere Bilder) | Geologische Einheit: Status: geschütztes Geotop (flächenhaftes Naturdenkmal Wellenkalkaufschluß Schorren) |
| 2473                 | Böschung in Beckstein/ Böschung im Ortsbereich von Beckstein                                                                  | Aufschluss                 | Lauda-Königshofen Gemarkung Beckstein                                                                       | 49° 32′ 49,8″ N, 9° 42′ 13,6″ O |                  | Geologische Einheit: Status: geschütztes Geotop (flächenhaftes Naturdenkmal Becksteiner Flexur Kirbig) |
| 2474                 | Aufgelassene Gipsgrube NNE Königshofen/ Aufg. Gipsgrube am südwestl. Kirchberg NNE von Königshofen                            | Aufschluss                 | Lauda-Königshofen Gemarkung Königshofen                                                                     | 49° 33′ 23,7″ N, 9° 44′ 19,8″ O | (weitere Bilder) | Geologische Einheit: Status: geschütztes Geotop (flächenhaftes Naturdenkmal Gipsbruch Königshofen Österliche Zeit - Kirchberg) |
| 2475                 | Aufgelassener Steinbruch u. Böschung E Königshofen                                                                            | Aufschluss                 | Lauda-Königshofen Gemarkung Königshofen                                                                     | 49° 32′ 44,3″ N, 9° 44′ 37,8″ O | (weitere Bilder) | Geologische Einheit: Status: geschütztes Geotop (flächenhaftes Naturdenkmal Steinbruch Grötsch) |
| 2476                 | Aufgelassene Tongrube SW Lauda/ Aufg. Tongrube in Lauda-Königshofen                                                           | Aufschluss                 | Lauda-Königshofen Gemarkung Lauda                                                                           | 49° 33′ 30,6″ N, 9° 42′ 46,5″ O |                  | Geologische Einheit: Röt-Formation (Oberer Buntsandstein) Status: geschütztes Geotop (flächenhaftes Naturdenkmal Aufgelassene Tongrube SE Lauda Am Großen Flur/Am Steinbruch) |
| 2477                 | Doline ESE Unterschüpf/ Doline im Gewann Gelicht E von Unterschüpf                                                            | Doline                     | Lauda-Königshofen Gemarkung Sachsenflur                                                                     | 49° 30′ 36,5″ N, 9° 42′ 47,5″ O |                  | Geologische Einheit: Oberer Hauptmuschelkalk Status: geschütztes Geotop (flächenhaftes Naturdenkmal Doline Seegrube) |
| 2478                 | Kalksinterfelsen Niederstetten/ Kalksinterfelsen und Hangböschung beim Tunnelportal in Niederstetten                          | Aufschluss                 | Niederstetten Gemarkung Niederstetten                                                                       | 49° 23′ 46,2″ N, 9° 55′ 1,7″ O  | (weitere Bilder) | Geologische Einheit: Status: geschütztes Geotop (flächenhaftes Naturdenkmal Felspartie Burgwiese) |
| 2479                 | Dolinenteich W Lichtel/ Dolinenteich im Gewann Häften SSO von Streichental                                                    | Doline                     | Niederstetten Gemarkung Rinderfeld Weiler Streichental (sowie Nähe zum Weiler Lichtel der Stadt Creglingen) | 49° 24′ 27,3″ N, 10° 0′ 54″ O   |                  | Geologische Einheit: Status: geschütztes Geotop (flächenhaftes Naturdenkmal Dolinenweiher Häften) |
| 2480                 | Böschung NW Dienstadt/ Böschung im Gewann Grund NW von Dienstadt                                                              | Aufschluss                 | Tauberbischofsheim Gemarkung Dienstadt                                                                      | 49° 38′ 18,6″ N, 9° 36′ 12,2″ O | (weitere Bilder) | Geologische Einheit: Status: geschütztes Geotop (flächenhaftes Naturdenkmal Felspartie Schlüsseläcker Im Grund) |
| 2481                 | Böschung SE Tauberbischofsheim/ Böschung der Straße nach Dittigheim an der Abzweigung von der B 290 SE von Tauberbischofsheim | Aufschluss                 | Tauberbischofsheim Gemarkung Dittigheim                                                                     | 49° 36′ 45,3″ N, 9° 40′ 47,6″ O | (weitere Bilder) | Geologische Einheit: Status: geschütztes Geotop (flächenhaftes Naturdenkmal Felsen Hoher Rain/Steig) |
| 2482                 | Hohlweg WSW Hochhausen | Hohlweg Landschaftselement | Tauberbischofsheim Gemarkung Hochhausen                                                                     | 49° 39′ 24,3″ N, 9° 37′ 33,9″ O | (weitere Bilder) | Geologische Einheit: Status: geschütztes Geotop (flächenhaftes Naturdenkmal Hohlweg Altenberg Flürlein/Küh/Kniebreche/Berglein/Altenberg) |
| 2483                 | Doline W Tauberbischofsheim/ Doline Fuhrmannsloch auf dem Stammberg W von Tauberbischofsheim/ sog. „Fuhrmannsloch“            | Doline                     | Tauberbischofsheim Gemarkung Tauberbischofsheim                                                             | 49° 37′ 13,5″ N, 9° 38′ 8,3″ O  | (weitere Bilder) | Geologische Einheit: Status: geschütztes Geotop (flächenhaftes Naturdenkmal Doline Stammberg, Gemeindewald Abt. II 5) |
| 2484                 | Aufgelassener Steinbruch SW Tauberbischofsheim/ Aufg. Steinbruch im Gewann Löhlein SW von Tauberbischofsheim                  | Aufschluss                 | Tauberbischofsheim Gemarkung Tauberbischofsheim                                                             | 49° 36′ 36,6″ N, 9° 38′ 36,6″ O | (weitere Bilder) | Geologische Einheit: Status: geschütztes Geotop (flächenhaftes Naturdenkmal) |
| 2485                 | Aufgelassener Steinbruch N Pfitzingen/ Aufg. Steinbrüche an der Straße Pfitzingen-Weikersheim N von Pfitzingen                | Aufschluss                 | Weikersheim Gemarkung Honsbronn (sowie Nähe zum Ort Pfitzingen der Stadt Niederstetten)                     | 49° 26′ 0,1″ N, 9° 53′ 44,7″ O  | (weitere Bilder) | Geologische Einheit: Status: geschütztes Geotop (flächenhaftes Naturdenkmal Hauptsandsteinbruch Obere Sandäcker) |
| 2486                 | Felswand SE Schäftersheim/ Prallhang des Taubertals N von Weikersheim                                                         | Aufschluss                 | Weikersheim Gemarkung Schäftersheim                                                                         | 49° 29′ 37,6″ N, 9° 54′ 14,7″ O | (weitere Bilder) | Geologische Einheit: Wellenkalk-Formation (muW) Status: geschütztes Geotop (flächenhaftes Naturdenkmal Felspartie Stein) |
| 2487                 | Aufgelassener Steinbruch SW Waldenhausen                                                                                      | Aufschluss                 | Wertheim Gemarkung Waldenhausen                                                                             | 49° 44′ 24″ N, 9° 31′ 0,1″ O    |                  | Geologische Einheit: Plattensandstein-Formation (sos) des Oberen Buntsandstein Status: geschütztes Geotop (flächenhaftes Naturdenkmal Steinbruch Waldenhausen Gültäcker) |
| 2488                 | Felswand E Oberwittighausen/ Felswand am Wingertsberg E von Oberwittighausen                                                  | Aufschluss                 | Wittighausen Gemarkung Oberwittighausen                                                                     | 49° 37′ 35,4″ N, 9° 51′ 21″ O   |                  | Geologische Einheit: Status: geschütztes Geotop (flächenhaftes Naturdenkmal Felsen Büttelbrunner Weg) |
| 2489                 | Heilquellen im Kurpark Bad Mergentheim                                                                                        | Quelle                     | Bad Mergentheim Gemarkung Bad Mergentheim                                                                   | 49° 29′ 36,2″ N, 9° 47′ 14,8″ O | (weitere Bilder) | Geologische Einheit: Status: schutzwürdig |
| 2490                 | Langer Grund, westlicher Teil                                                                                                 | Landschaftselement         | Bad Mergentheim Gemarkung Rengershausen                                                                     | 49° 25′ 32,2″ N, 9° 43′ 27,5″ O |                  | Geologische Einheit: Status: schutzwürdig |
| 2491                 | Ortsquelle und Wasserfassung in Stuppach                                                                                      | Quelle                     | Bad Mergentheim Gemarkung Stuppach                                                                          | 49° 26′ 36,2″ N, 9° 45′ 0,3″ O  |                  | Geologische Einheit: Status: schutzwürdig |
| 2492                 | Steinbruch ENE Ebenheid/ Steinbruch N von Ebenheid                                                                            | Aufschluss                 | Freudenberg Gemarkung Ebenheid                                                                              | 49° 43′ 11,4″ N, 9° 21′ 56,8″ O |                  | Geologische Einheit: Röt-Formation (Oberer Buntsandstein) Status: schutzwürdig |
| 2493                 | Aufgelassener Steinbruch SW Freudenberg/ Aufg. Steinbruch am Prallhang des Main SW von Freudenberg                            | Aufschluss                 | Freudenberg Gemarkung Freudenberg                                                                           | 49° 44′ 17,5″ N, 9° 18′ 56,2″ O |                  | Geologische Einheit: Unterer Buntsandstein Status: schutzwürdig |
| 2494                 | Aufgelassener Steinbruch NE Rauenberg                                                                                         | Aufschluss                 | Freudenberg Gemarkung Rauenberg                                                                             | 49° 44′ 49,2″ N, 9° 23′ 24,8″ O |                  | Geologische Einheit: Status: schutzwürdig (flächenhaftes Naturdenkmal Ehem. Steinbruch im Keßlersrain) |
| 2495                 | St. Achatius-Kapelle in Grünsfeldhausen                                                                                       | Landschaftselement         | Grünsfeld Gemarkung Grünsfeldhausen                                                                         | 49° 37′ 29″ N, 9° 44′ 23,9″ O   | (weitere Bilder) | Geologische Einheit: Status: schutzwürdig |
| 2496                 | Aufg. Steinbruch W von Krensheim/ Steinbrüche um Krensheim                                                                    | Aufschluss                 | Grünsfeld Gemarkung Krensheim                                                                               | 49° 38′ 2,4″ N, 9° 46′ 12,4″ O  |                  | Geologische Einheit: oberen Bereiche der Oberen Hauptmuschelkalk-Formation (mo2) Status: schutzwürdig |
| 2497                 | Aufg. Steinbrüche N und E von Krensheim/ Steinbrüche um Krensheim                                                             | Aufschluss                 | Grünsfeld Gemarkung Krensheim                                                                               | 49° 38′ 31,9″ N, 9° 47′ 8,2″ O  |                  | Geologische Einheit: erkalk der OberenHauptmuschelkalk-Formation (mo2) Status: schutzwürdig |
| 2498                 | Aufg. Steinbruch im Gewann Gänsloch ca. 600 m S von Krensheim/ Steinbrüche um Krensheim                                       | Aufschluss                 | Grünsfeld Gemarkung Krensheim                                                                               | 49° 37′ 55,2″ N, 9° 47′ 2″ O    |                  | Geologische Einheit: Quaderkalk der Oberen Hauptmuschelkalk-Formation (mo2) Status: schutzwürdig |
| 2499                 | Aufgelassener Steinbruch SW Bernsfelden                                                                                       | Aufschluss                 | Igersheim Gemarkung Bernsfelden                                                                             | 49° 33′ 22,3″ N, 9° 53′ 3,5″ O  | (weitere Bilder) | Geologische Einheit: Gesteine der Oberen Hauptmuschelkalk-Formation (mo2), die hier teils in Normal- und teils in Quaderkalkfazies anstehen Status: schutzwürdig |
| 2500                 | Felsgruppe SSW Gamburg/ Felsgruppe und Hangböschung am Gamburger Rain SSW von Gamburg                                         | Aufschluss                 | Külsheim Gemarkung Uissigheim (sowie Nähe zum Ort Gamburg der Gemeinde Werbach)                             | 49° 41′ 6,7″ N, 9° 35′ 49,6″ O  |                  | Geologische Einheit: Felsvorsprünge des Oberen Buntsandsteins (so) Status: schutzwürdig |
| 2501                 | Versickerungsstelle SE Wermutshausen                                                                                          | Landschaftselement         | Niederstetten Gemarkung Wermutshausen                                                                       | 49° 24′ 31,4″ N, 9° 58′ 4″ O    |                  | Geologische Einheit: Oberer Muschelkalk Status: schutzwürdig |
| 2502                 | Ackerflächen am Tauberberg ca. 2000 m NE von Markelsheim                                                                      | Landschaftselement         | Weikersheim Gemarkung Elpersheim                                                                            | 49° 29′ 2″ N, 9° 51′ 41″ O      | (weitere Bilder) | Geologische Einheit: Quarzgerölle, Feuersteine (beide zusammen über 90 % Anteil), daneben Gerölle aus Keupersandsteinen (Stubensandstein, Kieselsandstein u. a.). In geringem Maß Muschelkalkgerölle. Die Schotter gehören zu den ältesten Terrassenablagerungen der Tauber (Pliozän). Status: schutzwürdig                                                                  |
| 2503                 | Aufgelassener Steinbruch SW Höhefeld/ Aufg. Steinbruch am Neuberg ca. 1900 m SW von Höhefeld                                  | Aufschluss                 | Werbach Gemarkung Gamburg (sowie Nähe zum Ort Höhefeld der Stadt Wertheim)                                  | 49° 42′ 4″ N, 9° 35′ 26″ O      | (weitere Bilder) | Geologische Einheit: Status: schutzwürdig |
| 2504                 | Steinbruch E Werbach/ Steinbruch am Höhberg E von Werbach                                                                     | Aufschluss                 | Werbach Gemarkung Werbach                                                                                   | 49° 39′ 55,1″ N, 9° 39′ 39,6″ O | (weitere Bilder) | Geologische Einheit: Unterer Muschelkalk, Wellenkalk-Formation (muW), Mehrere Leitbänke sind in der Abbauwand recht gut zu erkennen, wie die Untere und Obere Spiriferinabank sowie die Untere und Obere Schaumkalkbank. Mittlerer Muschelkalk, Geislingen-Formation (mmG), Untere Dolomiten, Salinar-Formation (mmS), Oberen Dolomit-Formation (mmDo). Status: schutzwürdig |
| 2505                 | Steinbruch NE Dietenhan/ Steinbruch E von Dietenhan                                                                           | Aufschluss                 | Wertheim Gemarkung Dietenhan                                                                                | 49° 44′ 39,8″ N, 9° 36′ 43,6″ O |                  | Geologische Einheit: Röt-Formation (Oberer Buntsandstein), Plattensandstein (sos), Rötton-Formation (sot) Status: schutzwürdig |
| 2506                 | Blockschuttstrom SE Dörlesberg                                                                                                | Landschaftselement         | Wertheim Gemarkung Dörlesberg                                                                               | 49° 42′ 2,2″ N, 9° 30′ 37,8″ O  |                  | Geologische Einheit: Röt-Formation (Oberer Buntsandstein) Status: schutzwürdig |
| 2507                 | Aufg. Steinbruch WSW von Höhefeld                                                                                             | Aufschluss                 | Wertheim Gemarkung Höhefeld                                                                                 | 49° 42′ 30,4″ N, 9° 35′ 51,4″ O |                  | Geologische Einheit: Plattensandstein-Formation (sos), Rötton-Formation (sot) Status: schutzwürdig |
| 2508                 | Aufgelassener Steinbruch SE Kembach/ Aufg. Steinbruch (Sportplatz) SE von Kembach                                             | Aufschluss                 | Wertheim Gemarkung Kembach                                                                                  | 49° 44′ 15,4″ N, 9° 37′ 54,7″ O |                  | Geologische Einheit: Plattensandstein-Formation (sos) Status: schutzwürdig |
| 2509                 | Böschungsaufschluss SSW Bronnbach/ Böschungsaufschluss W von Bronnbach                                                        | Aufschluss                 | Wertheim Gemarkung Reicholzheim Weiler Bronnbach                                                            | 49° 42′ 44,2″ N, 9° 32′ 38,5″ O |                  | Geologische Einheit: Mittlerer Buntsandstein, Geröllsandstein- und Kristallsandstein-Formation (smg und sms) Status: schutzwürdig |
| 2510                 | Steinbruch ENE Urphar/ Steinbruch im Kembachtal E von Urphar                                                                  | Aufschluss                 | Wertheim Gemarkung Urphar                                                                                   | 49° 44′ 58,4″ N, 9° 35′ 16,8″ O |                  | Geologische Einheit: Röt-Formation (Oberer Buntsandstein), Plattensandstein-Formation (sos), Rötton-Formation (sot) Status: schutzwürdig |
| 2511                 | Felsuntergrund der Burg Wertheim/ Hangböschung und Felswände im Ringgraben der Burg Wertheim                                  | Felsformation              | Wertheim Gemarkung Wertheim Burg Wertheim                                                                   | 49° 45′ 31,7″ N, 9° 31′ 11,1″ O | (weitere Bilder) | Geologische Einheit: Mittlerer Buntsandstein (sm), Geröllsandstein-Formation (smg) Status: schutzwürdig |
| 2512                 | Klinge S Wertheim/ Klinge im Schönersbachtal S von Wertheim                                                                   | Aufschluss Klinge          | Wertheim Gemarkung Wertheim                                                                                 | 49° 45′ 15,8″ N, 9° 30′ 38,3″ O |                  | Geologische Einheit: Röt-Formation (Oberer Buntsandstein) Status: schutzwürdig |
| 2513                 | Wartberg bei Wertheim | Landschaftselement         | Wertheim Gemarkung Wertheim Wohnplatz Wartberg                                                              | 49° 45′ 34,2″ N, 9° 30′ 18,4″ O |                  | Geologische Einheit: Status: schutzwürdig |
| 2514                 | Steinbruch E Vilchband | Aufschluss                 | Wittighausen Gemarkung Vilchband                                                                            | 49° 35′ 19,2″ N, 9° 49′ 58,2″ O |                  | Geologische Einheit: Oberer Muschelkalk (mo2), Oberer Hauptmuschelkalk Status: schutzwürdig |